# Coll Roi
El Coll Roi, Coll Roig en llengua estàndard, és un coll a 2.719,3 msnm. situat en la carena que separa els termes de la Torre de Cabdella, en el seu terme primigeni, i de la Vall de Boí (antic terme de Barruera. Separa, per tant, les comarques de l'Alta Ribagorça i del Pallars Jussà.
És prop i al nord del Cap de les Raspes Roies, a la carena que uneix aquest tossal amb el Pic de l'Estanyet, al nord-oest del Coll Roi. A llevant d'aquest coll hi ha la muntanya de lo Castell de Rus.